# Convenção do Partido Republicano de Maine em 2012
A convenção do Partido Republicano de Maine em 2012 foi realizado entre o domingo de 29 de janeiro e sábado de 3 de março em vários locais de todo o estado de Maine. O Partido Republicano de Maine encorajou todas os comitês municipais para realizarem as suas convenções partidárias entre 04 de fevereiro e 11 de fevereiro, apesar de cada comitê ser livre para escolher uma data diferente. O primeiro caucus foi no Condado de Waldo em 29 de janeiro, e a última em Castine (Condado de Hancock) em 3 de março. A votação não comprometedora (straw poll) foi realizada nos caucuses. Depois que 84% das zonas eleitorais da votação tinham terminados, os resultados da eleição foram divulgados no sábado, 11 de fevereiro, sendo posteriormente revistadas em uma segunda declaração em 17 de fevereiro para incluir vários caucuses ausentes. Esses resultados estaduais não incluem o caucus no Condado de Washington, que foi marcado para 11 de fevereiro, mas adiada devido ao mau tempo para 18 de fevereiro, nem incluem caucuses originalmente programados para atender entre 16 de fevereiro e 3 de março. O Partido Republicano de Maine emitiu um terceiro resultado em 24 de fevereiro, somando todas os caucuses (adiados e agendados para 18 de fevereiro), mas não aqueles para 16 de fevereiro ou 3 de março. Todos os três totais estaduais mostraram o ex-governador Mitt Romney vencendo o representante Ron Paul por margens estreitas, com outros candidatos bem atrás. A eleição (straw poll) não é usada para atribuír delegados, o que é decidido após a votação ter terminada.

## Processo
Assim como a maioria dos caucuses do Partido Republicano, há dois componentes para o caucus do Maine. Primeiro, os delegados são eleitos entre os participantes para representá-los na convenção estadual, que será realizada sábado e domingo, 5-6 de maio de 2012. Os candidatos geralmente fornecem chapas de delegados para os eleitores que estão interessados em apoiá-los, e os eleitores podem pedir delegados potenciais que eles apoiam para presidente. Então, um straw poll, chamada de votação de preferência presidencial, é feita dos indivíduos na sala. Os resultados desta votação são transmitidos para a mídia, que usa as informações para informar as opiniões de republicanos de Maine ao público, e para atribuír os delegados dos candidatos, embora a convenção estadual mencionada é o que determina quem realmente vai para a Convenção Nacional Republicana. Nenhum delegados de Maine é comprometido (pledged) a qualquer candidato.

## Resultados

### Caucuses realizados no sábado 11 de fevereiro
A 11 de fevereiro, 98 locais (16,3%) ainda não tinham relatado os resultados. Quarenta e sete desses locais foram no Condado de Washington, onde relatos de uma possível tempestade de neve causou a mudança neste local para 18 de fevereiro. A partir de 14 de fevereiro, 177 cidades em Maine não havia relatado os resultados. Atualizado os resultados, foram divulgados pelo Partido Republicano de Maine em 17 de fevereiro.
| Caucus do Partido Republicano em Maine em 2012                      | Caucus do Partido Republicano em Maine em 2012                      | Caucus do Partido Republicano em Maine em 2012                      | Caucus do Partido Republicano em Maine em 2012                      | Caucus do Partido Republicano em Maine em 2012                      | Caucus do Partido Republicano em Maine em 2012 | Caucus do Partido Republicano em Maine em 2012 |
| Candidato                                                           | Votos (11 de fevereiro)                                             | Votos (17 de fevereiro)                                             | Porcentagem (11 de fevereiro)                                       | Porcentagem (17 de fevereiro)                                       | Projeção de delegados                          | Projeção de delegados                          |
| Candidato                                                           | Votos (11 de fevereiro)                                             | Votos (17 de fevereiro)                                             | Porcentagem (11 de fevereiro)                                       | Porcentagem (17 de fevereiro)                                       | AP                                             | CNN                                            |
| ------------------------------------------------------------------- | ------------------------------------------------------------------- | ------------------------------------------------------------------- | ------------------------------------------------------------------- | ------------------------------------------------------------------- | ---------------------------------------------- | ---------------------------------------------- |
| Mitt Romney                                                         | 2 190                                                               | 2 269                                                               | 39,2%                                                               | 39,0%                                                               | 11                                             | 11                                             |
| Ron Paul                                                            | 1 996                                                               | 2 030                                                               | 35,7%                                                               | 34,9%                                                               | 10                                             | 7                                              |
| Rick Santorum                                                       | 989                                                                 | 1 052                                                               | 17,7%                                                               | 18,1%                                                               | 0                                              | 3                                              |
| Newt Gingrich                                                       | 349                                                                 | 391                                                                 | 6,2%                                                                | 6,7%                                                                | 0                                              | 0                                              |
| Outros e indeciso                                                   | 61                                                                  | 72                                                                  | 1,1%                                                                | 1,2%                                                                | 0                                              | 0                                              |
| Total:                                                              | 5 585                                                               | 5 814                                                               | 100,0%                                                              | 100,0%                                                              | 21                                             | 21                                             |
| Delegados em Ex officio (não foram escolhidos através de caucuses): | Delegados em Ex officio (não foram escolhidos através de caucuses): | Delegados em Ex officio (não foram escolhidos através de caucuses): | Delegados em Ex officio (não foram escolhidos através de caucuses): | Delegados em Ex officio (não foram escolhidos através de caucuses): | 3                                              | 3                                              |
| Total de delegados de Maine para a Convenção Nacional Republicana:  | Total de delegados de Maine para a Convenção Nacional Republicana:  | Total de delegados de Maine para a Convenção Nacional Republicana:  | Total de delegados de Maine para a Convenção Nacional Republicana:  | Total de delegados de Maine para a Convenção Nacional Republicana:  | 24                                             | 24                                             |

### Caucuses realizados após 11 de fevereiro

#### Quinta-feira, 16 de fevereiro
Republicanos na cidade de Rome (Condado de Kennebec) realizou sua convenção partidária, na noite de quinta-feira, 16 de fevereiro. De acordo com um post no blog partidário dos libertários não-oficial Daily Paul, 3 votos foram para Ron Paul, 2 para Rick Santorum, 1 para Mitt Romney e 1 para Newt Gingrich.

#### Sábado, 18 de fevereiro
Conforme os caucuses do Partido Republicano de Maine continuaram no sábado 18 de fevereiro, os jornais Bangor Daily News e o Portland Press Herald relataram os seguintes resultados:
- Condado de Washington (realizado na cidade East Machias): Paul 163, Romney 80, Santorum 57, Gingrich 4, e 2 indecisos;[14][15]
- Danforth (cidade, caucus separado do Condado de Washington): Romney 6, Paul 4, Santorum 2, e Gingrich 1;[14]
- Clinton (cidade do Condado de Kennebec): Paul 4, Romney 2;[15][16]
- Oito cidades no condado de Hancock fizeram o caucus na cidade de Hancock (Gouldsboro, Hancock, Lamoine, Waltham, Sorrento, Sullivan, Winter Harbor e Fletcher's Landing):[17][3] Paul 41, Santorum 17, Romney 16, e Gingrich 9;[15][16] o próprio Comitê Republicano do Condado de Hancock reportou o resultado dessas cidades, das quais somam os mesmos totais para cada candidato, exceto apenas por 8 votos para Newt Gingrich.[18]
- Aurora/Amherst, Eastbrook, Franklin, Mariaville e Osborn (Condado de Hancock) fizeram caucus na cidade de Eastbrook:[17][3] Paul 19, Santorum 8, Romney 7, e Gingrich 0.[15][18][19]

#### Sábado, 3 de março
Republicanos na cidade de Castine (Condado de Hancock) realizaram o caucus no sábado, 3 de março, mas as preferências para presidente não foram informadas.

#### Tabela de resumo
| Data                       | Cidade                     | Condado                    | Mitt Romney                        | Ron Paul                           | Rick Santorum                      | Newt Gingrich                      | Indeciso                           | Votos totais                       | Referências          |
| -------------------------- | -------------------------- | -------------------------- | ---------------------------------- | ---------------------------------- | ---------------------------------- | ---------------------------------- | ---------------------------------- | ---------------------------------- | -------------------- |
| 16 de fevereiro            | Rome                       | Kennebec                   | 1                                  | 3                                  | 2                                  | 1                                  | -                                  | 7                                  | [ 13 ]               |
| 18 de fevereiro            | East Machias               | Washington                 | 80                                 | 163                                | 57                                 | 4                                  | 2                                  | 306                                | [ 14 ] [ 15 ]        |
| 18 de fevereiro            | Danforth                   | Washington                 | 6                                  | 4                                  | 2                                  | 1                                  | -                                  | 13                                 | [ 14 ]               |
| 18 de fevereiro            | Clinton                    | Kennebec                   | 2                                  | 4                                  | -                                  | -                                  | -                                  | 6                                  | [ 15 ] [ 16 ] [ 19 ] |
| 18 de fevereiro            | Hancock                    | Hancock                    | 16                                 | 41                                 | 17                                 | 8-9 *                              | -                                  | 82-83                              | [ 15 ] [ 16 ] [ 18 ] |
| 18 de fevereiro            | Eastbrook                  | Hancock                    | 7                                  | 19                                 | 8                                  | -                                  | -                                  | 34                                 | [ 15 ] [ 16 ] [ 18 ] |
| Total (16–18 de fevereiro) | Total (16–18 de fevereiro) | Total (16–18 de fevereiro) | 112                                | 234                                | 86                                 | 14-15                              | 2                                  | 448-449                            |                      |
| 3 de março                 | Castine                    | Hancock                    | os resultados não foram informados | os resultados não foram informados | os resultados não foram informados | os resultados não foram informados | os resultados não foram informados | os resultados não foram informados | [ 3 ] [ 17 ]         |
| * (há controvérsias)       |                            |                            |                                    |                                    |                                    |                                    |                                    |                                    |                      |

#### Status dos caucuses realizados após 11 de fevereiro
Na quinta-feira, 16 de fevereiro o Comitê Executivo do Partido Republicano de Maine autorizou o presidente do partido Charlie Webster para liberar uma declaração de que concluiu:
... Os resultados do caucus do Condado de Washington serão reexaminados a 10 de Março na Reunião do Comitê Estadual Republicano. O Comitê Executivo aprovou por unanimidade recomendar ao Comitê Estadual, que que incluam os resultados da contagem final para a votação de preferência presidencial, devido seu caucus ter sido programado para ocorrer no prazo até 11 de fevereiro, no entanto, foi adiado porcusa do mau tempo.
O presidente do Senado de Maine Kevin Raye afirmou que a contagem final seria atualizada para incluir os resultados do Condado de Washington, mas que o Comitê Estadual votaria em 10 de março para determinar se as outras cidades que voluntariamente realizaram os seus caucuses após o prazo de 11 de fevereiro seriam incluídas.

#### Resultados finais (24 de fevereiro)
Os resultados atualizados foram divulgados pelo Partido Republicano de Maine em 24 de fevereiro. A nova tabela não mostra resultados de Rome em 16 de fevereiro ou Castine em 3 de março, mas inclui os resultados das cidades listadas para 18 de fevereiro.
| Caucus do Partido Republicano de Maine em 2012                      | Caucus do Partido Republicano de Maine em 2012                      | Caucus do Partido Republicano de Maine em 2012                      | Caucus do Partido Republicano de Maine em 2012 | Caucus do Partido Republicano de Maine em 2012 | Caucus do Partido Republicano de Maine em 2012 |
| Candidato                                                           | Votos (24 de fevereiro)                                             | Porcentagem (24 de fevereiro)                                       | Projeção de delegados                          | Projeção de delegados                          | Projeção de delegados                          |
| Candidato                                                           | Votos (24 de fevereiro)                                             | Porcentagem (24 de fevereiro)                                       | GP                                             | CNN                                            | AP                                             |
| ------------------------------------------------------------------- | ------------------------------------------------------------------- | ------------------------------------------------------------------- | ---------------------------------------------- | ---------------------------------------------- | ---------------------------------------------- |
| Mitt Romney                                                         | 2 373                                                               | 38,0%                                                               | 10                                             | 9                                              | 11                                             |
| Ron Paul                                                            | 2 258                                                               | 36,1%                                                               | 8                                              | 9                                              | 10                                             |
| Rick Santorum                                                       | 1 136                                                               | 18,2%                                                               | 4                                              | 3                                              | 0                                              |
| Newt Gingrich                                                       | 405                                                                 | 6,5%                                                                | 1                                              | 0                                              | 0                                              |
| Outros e indecisos                                                  | 78                                                                  | 1,2%                                                                | 0                                              | 0                                              | 0                                              |
| Total:                                                              | 6,250                                                               | 100.0%                                                              | 21                                             | 21                                             | 21                                             |
| Delegados em Ex officio (não foram escolhidos através de caucuses): | Delegados em Ex officio (não foram escolhidos através de caucuses): | Delegados em Ex officio (não foram escolhidos através de caucuses): | 1                                              | 3                                              | 3                                              |
| Total de delegados de Maine para a Convenção Nacional Republicana:  | Total de delegados de Maine para a Convenção Nacional Republicana:  | Total de delegados de Maine para a Convenção Nacional Republicana:  | 24                                             | 24                                             | 24                                             |
| GP = The Green Papers                                               |                                                                     |                                                                     |                                                |                                                |                                                |

## Pesquisas de opinião
| Fonte da pesquisa                                              | Data                     | 1º                | 2º                | 3º                | Outro |
| -------------------------------------------------------------- | ------------------------ | ----------------- | ----------------- | ----------------- | --- |
| Public Policy Polling Margem de erro: ±6.2% Entrevistados: 250 | 28–31 de outubro de 2011 | Herman Cain 29%   | Mitt Romney 24%   | Newt Gingrich 18% | Michele Bachmann 5%, Ron Paul 5%, Rick Perry 4%, Rick Santorum 2%, Jon Huntsman 1%, Gary Johnson 1%, Outros/Não sabem 11% |
| Public Policy Polling Margem de erro: ±4.7% Entrevistados: 434 | 3–6 de março de 2011     | Newt Gingrich 19% | Mike Huckabee 19% | Sarah Palin 17%   | Mitt Romney 15%, Ron Paul 8%, Mitch Daniels 4%, Tim Pawlenty 3%, Haley Barbour 2%, Outros/Indeciso 13%                    |
| Public Policy Polling Margem de erro: ±4.0% Entrevistados: 614 | 26–28 de outubro de 2010 | Sarah Palin 23%   | Mitt Romney 18%   | Mike Huckabee 16% | Newt Gingrich 14%, Tim Pawlenty 3%, Mike Pence 2%, Mitch Daniels 1%, John Thune 0%, Outros/Indeciso 23%                   |
| Public Policy Polling Margem de erro: ±4.1% Entrevistados: 584 | 2–6 de setembro de 2010  | Mitt Romney 27%   | Sarah Palin 21%   | Newt Gingrich 15% | Mike Huckabee 14%, Ron Paul 7%, Outros 8%, Indeciso 8%                                                                    |